# Callose
Le callose est un glucane constitué de résidus de glucose unis par des liaisons osidiques β(1→3) avec des ramifications β(1→6). La molécule est compacte et présente une structure hélicoïdale. On pense qu'il est produit dans la paroi cellulaire par la 1,3-β-glucane synthase (en) et qu'il est dégradé par des β-1,3-glucanases. On le trouve au niveau des plasmodesmes, des plaques cellulaires (en) lors de la cytokinèse et lors de la formation du pollen. Il se forme également en réponse à des plaies, des infections, au contact de l'aluminium et en présence d'acide abscissique. Des dépôts de callose apparaissent souvent sur les tubes criblés à la fin de la saison de croissance.
Le callose peut être marqué au bleu d'aniline (en), qui s'insère dans la structure hélicoïdale de la molécule et peut être repéré par fluorescence sous lumière ultraviolette.